# Forță conservativă
Forța conservativă este o forță care acționează asupra unui punct material astfel încât lucrul mecanic efectuat nu depinde de drumul efectuat de acesta, ci numai de punctele extreme ale traiectoriei.
Într-un câmp de forțe conservative, forța care acționează asupra punctului depinde numai de poziția acestuia, nu de masa sau de accelerația lui.
O astfel de forță are același modul și direcție cu vectorul gradient al unei funcții scalare V de coordonatele de poziție ale punctului (numită potențial scalar), dar sens invers (derivata unui potențial):
{\displaystyle {\vec {\mathbf {F} }}=-grad\;V.}
Dacă o astfel de forță își deplasează punctul de aplicare din P1 în P2, lucrul mecanic efectuat este:
{\displaystyle L=\int _{P_{1}}^{P_{2}}{\vec {F}}\cdot d{\vec {r}}=-\int _{P_{1}}^{P_{2}}grad\;V({\vec {r}})\cdot d{\vec {r}}=V(P_{1})-V(P_{2}).}
Așadar, lucrul mecanic depinde numai de poziția inițială și de cea finală a punctului asupra căruia se exercită forța conservativă, nu și de forma traiectoriei sale.
Un exemplu de forță conservativă îl constituie forța centrală.